# Bolbelasmus unicornis
Bolbelasmus unicornis es una especie de coleóptero de la familia Geotrupidae.

## Distribución geográfica
Habita en Europa, Rusia y el oeste de Asia.